# Стенлі Міддлтон
Стенлі Міддлтон (англ. Stanley Middleton; 1 серпня 1919 — 25 липня 2009) — британський письменник-романіст. Лауреат Букерівської премії 1974 року.

## Біографія
Стенлі Міддлтон народився у Булвеллі (графство Ноттінгемшир, Англія) у 1919 році. Навчався у місцевій школі, згодом у Ноттінгемському університеті. Після отримання диплому працював викладачем англійської мови в школі.
Писати почав ще під час навчання в університеті. У 1958 році опублікував своє перше оповідання. У 1974 році його роман «Свято» (Holiday) став лауреатом Букерівської премії. У 2008 році опубліковано роман «Її три мудреці» (Her Three Wise Men), який став 44-им і останнім твором письменника.